# Tornei di tennis femminili nel 1932
Prima della nascita del WTA Tour, ossia l'apertura alle tenniste professioniste dei tornei che prima di quell'anno erano riservati alle tenniste dilettanti, tutti gli eventi più importanti erano amatoriali, tra questi c'erano i tornei del Grande Slam: gli Australian Championships, gli Internazionali di Francia, il Torneo di Wimbledon e gli U.S. National Championships.

## Gennaio
| Settimana  | Torneo                                                                     | Vincitore                                                        | Finalista                           | Semifinalisti | Eliminati ai quarti |
| ---------- | -------------------------------------------------------------------------- | ---------------------------------------------------------------- | ----------------------------------- | ------------- | ------------------- |
| 11 gennaio | Monegasque Championships 1932 Monte Carlo, Monte Carlo Singolare - Doppio  | Elizabeth Ryan 6-1 6-3                                           | Phyllis Satterthwaite               |               |                     |
| 11 gennaio | Monegasque Championships 1932 Monte Carlo, Monte Carlo Singolare - Doppio  |                                                                  |                                     |               |                     |
| 11 gennaio | Monegasque Championships 1932 Monte Carlo, Monte Carlo Singolare - Doppio  | Doppio misto: George Lyttleton-Rogers Elizabeth Ryan 6-1 6-0     | Charles Aeschlimann Petchell        |               |                     |
| 16 gennaio | New Zealand Championships 1932 Auckland, Nuova Zelanda Singolare - Doppio  | Joan Hartigan 6-2 6-4                                            | Mall Molesworth                     |               |                     |
| 16 gennaio | New Zealand Championships 1932 Auckland, Nuova Zelanda Singolare - Doppio  |                                                                  |                                     |               |                     |
| 16 gennaio | New Zealand Championships 1932 Auckland, Nuova Zelanda Singolare - Doppio  | Doppio misto: A.L. France Dulcie Nicholls 6-2 6-1                | Alan Stedman Joan Hartigan          |               |                     |
| 24 gennaio | Mediterranean Championships 1932 Cannes, Francia Singolare - Doppio        | Lucia Valerio 7-5 4-6 6-4                                        | Ida Adamoff                         |               |                     |
| 24 gennaio | Mediterranean Championships 1932 Cannes, Francia Singolare - Doppio        | Elizabeth Ryan Muriel Thomas 6-4 6-3                             | Dorothy Andrus Lucia Valerio        |               |                     |
| 24 gennaio | Mediterranean Championships 1932 Cannes, Francia Singolare - Doppio        | Doppio misto: George Lyttleton-Rogers Elizabeth Ryan 6-4 6-2     | Charles Aeschlimann Muriel Thomas   |               |                     |
| 25 gennaio | French Covered Court Championships 1932 Parigi, Francia Singolare - Doppio | Lolette Payot 6-4 6-0                                            | Simone Kleinadel                    |               |                     |
| 25 gennaio | French Covered Court Championships 1932 Parigi, Francia Singolare - Doppio | Simone Barbier Lolette Payot 6-4 11-13 6-1                       | Leila-Claude Anet Colette Rosambert |               |                     |
| 25 gennaio | French Covered Court Championships 1932 Parigi, Francia Singolare - Doppio | Doppio misto: Jean Borotra Arlette Neufeld 4-6 6-1 6-4           | Benny Berthet Mme Emery             |               |                     |
| 31 gennaio | Gallia Club Championships 1932 Cannes, Francia Singolare - Doppio          | Elizabeth Ryan 6-3 6-3                                           | Lucia Valerio                       |               |                     |
| 31 gennaio | Gallia Club Championships 1932 Cannes, Francia Singolare - Doppio          | Elizabeth Ryan Muriel Thomas 4-6 9-7 7-5                         | Dorothy Andrus Lucia Valerio        |               |                     |
| 31 gennaio | Gallia Club Championships 1932 Cannes, Francia Singolare - Doppio          | Doppio misto: George Lyttleton-Rogers Elizabeth Ryan 3-6 7-5 6-2 | Jacques Brugnon Lucia Valerio       |               |                     |

## Febbraio
| Settimana   | Torneo                                                                           | Vincitore                                                          | Finalista                            | Semifinalisti | Eliminati ai quarti |
| ----------- | -------------------------------------------------------------------------------- | ------------------------------------------------------------------ | ------------------------------------ | ------------- | ------------------- |
| febbraio    | Danish Covered Court Championships 1932 Copenaghen, Danimarca Singolare - Doppio | Hilde Sperling 6-3 6-2                                             | Anne Peitz                           |               |                     |
| febbraio    | Danish Covered Court Championships 1932 Copenaghen, Danimarca Singolare - Doppio | Hilde Sperling Anne Peitz 6-1 6-3                                  | Frau Dam Frl Stockel                 |               |                     |
| febbraio    | Danish Covered Court Championships 1932 Copenaghen, Danimarca Singolare - Doppio | Doppio misto: Svend Sperling Hilde Sperling 6-3 6-4                | Daniel Prenn Anne Peitz              |               |                     |
| 1º febbraio | German Covered Court Championships 1932 Brema, Germania Singolare - Doppio       | Hilde Krahwinkel Sperling 6-0 6-2                                  | Klara Hammer                         |               |                     |
| 1º febbraio | German Covered Court Championships 1932 Brema, Germania Singolare - Doppio       | Hilde Krahwinkel Sperling Anne Peitz 6-2 6-3                       | Marie Horn Baroness M von Ende       |               |                     |
| 1º febbraio | German Covered Court Championships 1932 Brema, Germania Singolare - Doppio       | Doppio misto: Walter Dessart Hilde Krahwinkel Sperling 6-3 4-6 6-4 | Curt Oestberg Sigrid Fick            |               |                     |
| 1º febbraio | Torneo di Cromer 1932 Cromer, Gran Bretagna Singolare - Doppio                   | Kay Stammers Menzies 6-2 6-3                                       | Naomi Trentham                       |               |                     |
| 1º febbraio | Torneo di Cromer 1932 Cromer, Gran Bretagna Singolare - Doppio                   | M. Johnstone Naomi Trentham 6-4 2-6 6-2                            | Mrs G. Morse Mrs Shepherd-Wellesley  |               |                     |
| 1º febbraio | Torneo di Cromer 1932 Cromer, Gran Bretagna Singolare - Doppio                   | Doppio misto: John Olliff Kay Stammers 6-8 6-2 7-5                 | Richard Ritchie Naomi Trentham       |               |                     |
| 6 febbraio  | Australian Championships 1932 Adelaide, Australia Erba Singolare - Doppio        | Coral Buttsworth 9-7, 6-4                                          | Kathrine Le Messurier                |               |                     |
| 6 febbraio  | Australian Championships 1932 Adelaide, Australia Erba Singolare - Doppio        | Coral Buttsworth Marjorie Cox Crawford 6-2, 6-2                    | Kathrine Le Messurier Dorothy Weston |               |                     |
| 7 febbraio  | Carlton Club Championships 1932 Cannes, Francia Singolare - Doppio               | Elizabeth Ryan 6-2 6-1                                             | Elsa Riboli                          |               |                     |
| 7 febbraio  | Carlton Club Championships 1932 Cannes, Francia Singolare - Doppio               | Elizabeth Ryan Muriel Thomas 6-0 6-2                               | Dorothy Andrus Elisabeth Corbiere    |               |                     |
| 7 febbraio  | Carlton Club Championships 1932 Cannes, Francia Singolare - Doppio               | Doppio misto: George Lyttleton-Rogers Elizabeth Ryan 6-0 6-4       | Jacques Brugnon Ida Adamoff          |               |                     |
| 8 febbraio  | Egyptian International Championships 1932 Il Cairo, Egitto Singolare - Doppio    | Lavender Campbell 6-3 6-4                                          | Mabel Clayton                        |               |                     |
| 8 febbraio  | Egyptian International Championships 1932 Il Cairo, Egitto Singolare - Doppio    |                                                                    |                                      |               |                     |
| 8 febbraio  | Egyptian International Championships 1932 Il Cairo, Egitto Singolare - Doppio    | Doppio misto: A. Shukri Lavender Campbell 4-6 6-3 7-5              | Emanuele Sertorio Mabel Clayton      |               |                     |
| 8 febbraio  | Souh of France Championships 1932 Nizza, Francia Singolare - Doppio              | Elizabeth Ryan 6-3 1-6 6-2                                         | Phyllis Satterthwaite                |               |                     |
| 8 febbraio  | Souh of France Championships 1932 Nizza, Francia Singolare - Doppio              | Elizabeth Ryan Muriel Thomas 6-4 6-0                               | Dorothy Andrus Elisabeth Corbiere    |               |                     |
| 8 febbraio  | Souh of France Championships 1932 Nizza, Francia Singolare - Doppio              | Doppio misto: Jacques Brugnon Phyllis Satterthwaite                | Alberto Del Bono Dorothy Burke       |               |                     |
| 21 febbraio | Torneo di Beaulieu 1932 Beaulieu-sur-Mer, Francia Singolare - Doppio             | Elizabeth Ryan 6-0 6-4                                             | Phyllis Satterthwaite                |               |                     |
| 21 febbraio | Torneo di Beaulieu 1932 Beaulieu-sur-Mer, Francia Singolare - Doppio             | Elizabeth Ryan Muriel Thomas 6-2 6-3                               | Dorothy Andrus Phyllis Satterthwaite |               |                     |
| 21 febbraio | Torneo di Beaulieu 1932 Beaulieu-sur-Mer, Francia Singolare - Doppio             | Doppio misto: Bela von Kehrling Elizabeth Ryan 7-5 6-3             | Enrique Maier Phyllis Satterthwaite  |               |                     |
| 22 febbraio | Bermuda International Championships 1932 Hamilton, Bermuda Singolare - Doppio    | Sarah Palfrey 6-4 4-6 6-4                                          | Betty Nuthall                        |               |                     |
| 22 febbraio | Bermuda International Championships 1932 Hamilton, Bermuda Singolare - Doppio    | Eileen Whittingstall Betty Nuthall 6-2 6-3                         | Miane Palfrey Sarah Palfrey          |               |                     |
| 22 febbraio | Bermuda International Championships 1932 Hamilton, Bermuda Singolare - Doppio    | Doppio misto: Pat Hughes Eileen Whittingstall 6-4 1-6 6-4          | Fred Perry Betty Nuthall             |               |                     |
| 28 febbraio | Monte Carlo Cup 1932 Monte Carlo, Monte Carlo Singolare - Doppio                 | Simonne Mathieu 6-1 6-4                                            | Sheila Hewitt                        |               |                     |
| 28 febbraio | Monte Carlo Cup 1932 Monte Carlo, Monte Carlo Singolare - Doppio                 | Simonne Mathieu Colette Rosambert walkover                         | Dorothy Andrus Elizabeth Ryan        |               |                     |
| 28 febbraio | Monte Carlo Cup 1932 Monte Carlo, Monte Carlo Singolare - Doppio                 | Doppio misto: Henri Cochet Colette Rosambert walkover              | Bela von Kehrling Elizabeth Ryan     |               |                     |
| 29 febbraio | Riviera Championships 1932 Mentone, Francia Singolare - Doppio                   | Simonne Mathieu 6-2 6-3                                            | Lucia Valerio                        |               |                     |
| 29 febbraio | Riviera Championships 1932 Mentone, Francia Singolare - Doppio                   | Simonne Mathieu Colette Rosambert 6-4 6-4                          | Shelia Hewitt Phyllis Satterthwaite  |               |                     |
| 29 febbraio | Riviera Championships 1932 Mentone, Francia Singolare - Doppio                   | Doppio misto: Andre Martin-Legeay Simonne Mathieu 6-1 3-6 7-5      | Erik Worm Phyllis Satterthwaite      |               |                     |

## Marzo
| Settimana | Torneo                                                                                | Vincitore                                                    | Finalista                              | Semifinalisti | Eliminati ai quarti |
| --------- | ------------------------------------------------------------------------------------- | ------------------------------------------------------------ | -------------------------------------- | ------------- | ------------------- |
| 7 marzo   | Nice Championships 1932 Nizza, Francia Singolare - Doppio                             | Simonne Mathieu 6-3 6-3                                      | Colette Rosambert                      |               |                     |
| 7 marzo   | Nice Championships 1932 Nizza, Francia Singolare - Doppio                             | Phyllis Satterthwaite Muriel Thomas 6-4 2-6 6-2              | Simonne Mathieu Colette Rosambert      |               |                     |
| 7 marzo   | Nice Championships 1932 Nizza, Francia Singolare - Doppio                             | Doppio misto: Hector Fisher Lolette Payot 6-0 6-3            | Ignacy Tloczynski Jadwiga Jędrzejowska |               |                     |
| 14 marzo  | Côte d'Azur Championships 1932 Cannes, Francia Singolare - Doppio                     | Jadwiga Jędrzejowska 6-3 6-2                                 | Muriel Thomas                          |               |                     |
| 14 marzo  | Côte d'Azur Championships 1932 Cannes, Francia Singolare - Doppio                     | Mme Taunay Muriel Thomas 6-2 6-3                             | Ida Adamoff Phyllis Satterthwaite      |               |                     |
| 14 marzo  | Côte d'Azur Championships 1932 Cannes, Francia Singolare - Doppio                     | Doppio misto: Charles Aeschlimann Lolette Payot 7-5 7-5      | Ignacy Tloczynski Jadwiga Jędrzejowska |               |                     |
| 19 marzo  | South Australian Championships 1932 Adelaide, Australia Singolare - Doppio            | Frances Hoddle-Wrigley 6-3 8-6                               | Kath Le Mesurier                       |               |                     |
| 19 marzo  | South Australian Championships 1932 Adelaide, Australia Singolare - Doppio            | Frances Hoddle-Wrigley Nancy Lewis 6-4 6-3                   | Kath Le Mesurier Dorothy Weston        |               |                     |
| 19 marzo  | South Australian Championships 1932 Adelaide, Australia Singolare - Doppio            | Doppio misto: Harry Hopman Kath Woodward 6-3 7-5             | F.T. Rowe Dorothy Weston               |               |                     |
| 21 marzo  | New South Wales Championships 1932 Sydney, Australia Singolare - Doppio               | Joan Hartigan 6-2 6-2                                        | Mall Molesworth                        |               |                     |
| 21 marzo  | New South Wales Championships 1932 Sydney, Australia Singolare - Doppio               | Louie Bickerton Joan Hartigan 6-3 2-6 6-2                    | Dorothy Dingle Ula Valkenburg          |               |                     |
| 21 marzo  | New South Wales Championships 1932 Sydney, Australia Singolare - Doppio               | Doppio misto: Jack Crawford Marjorie Crawford 6-4, 8-6       | A. Willard Mall Molesworth             |               |                     |
| 21 marzo  | Hampstead Hard Court Championships 1932 Hampstead, Gran Bretagna Singolare - Doppio   | Ermyntrude Harvey 6-4 1-6 6-1                                | Cristobel Wheatcroft                   |               |                     |
| 21 marzo  | Hampstead Hard Court Championships 1932 Hampstead, Gran Bretagna Singolare - Doppio   | Ermyntrude Harvey Mary Heeley 1-6 6-2 6-1                    | E. Clarke Mrs L. Owen                  |               |                     |
| 21 marzo  | Hampstead Hard Court Championships 1932 Hampstead, Gran Bretagna Singolare - Doppio   | Doppio misto: Camille Malfory Mary Heeley titolo condiviso   | Irving Wheatcroft Cristobel Wheatcroft |               |                     |
| 25 marzo  | Tally Ho! Hard Court Championships 1932 Birmingham, Gran Bretagna Singolare - Doppio  | Dorothy Round 6-2 6-3                                        | Mary Heeley                            |               |                     |
| 25 marzo  | Tally Ho! Hard Court Championships 1932 Birmingham, Gran Bretagna Singolare - Doppio  | Dorothy Round Billie Yorke 6-2 3-6 6-4                       | Elsa Haylock Kay Stammers              |               |                     |
| 25 marzo  | Tally Ho! Hard Court Championships 1932 Birmingham, Gran Bretagna Singolare - Doppio  | Doppio misto: Ryuki Miki Dorothy Round 7-5 4-6 7-5           | Fred Perry Mary Heeley                 |               |                     |
| 26 marzo  | Torneo di Alassio 1932 Alassio, Italia Singolare - Doppio                             | Dorothy Andrus 6-0 9-7                                       | Ilse Friedleben                        |               |                     |
| 26 marzo  | Torneo di Alassio 1932 Alassio, Italia Singolare - Doppio                             | Dorothy Andrus Burke Elisabeth Barber Corbiere 5-7 6-4 13-11 | Madga Baumgarten Ilse Friedleben       |               |                     |
| 26 marzo  | Torneo di Alassio 1932 Alassio, Italia Singolare - Doppio                             | Doppio misto: Bela von Kehrling Dorothy Andrus Burke 6-3 6-4 | John Leader Miss de la Pryne           |               |                     |
| 27 marzo  | Cannes Championships 1932 Cannes, Francia Singolare - Doppio                          | Lolette Payot 9-7 7-5                                        | Jadwiga Jędrzejowska                   |               |                     |
| 27 marzo  | Cannes Championships 1932 Cannes, Francia Singolare - Doppio                          | Dorothy Andrus Burke Muriel Thomas 6-3 16-18 6-2             | Ida Adamoff Jacqueline Goldschmidt     |               |                     |
| 27 marzo  | Cannes Championships 1932 Cannes, Francia Singolare - Doppio                          | Doppio misto: Charles Aeschlimann Lolette Payot 3-6 6-2 6-2  | Sergeu Rodzianko Dorothy Andrus Burke  |               |                     |
| 28 marzo  | Paddington Hard Court Championships 1932 Paddington, Regno Unito Singolare - Doppio   | Eileen Bennett 8-6 6-0                                       | E. Clarke                              |               |                     |
| 28 marzo  | Paddington Hard Court Championships 1932 Paddington, Regno Unito Singolare - Doppio   | Eileen Bennett Betty Nuthall 6-4 6-0                         | Enid Broadbridge Davina Townsend       |               |                     |
| 29 marzo  | Felixstowe Hard Court Championships 1932 Felixstowe, Gran Bretagna Singolare - Doppio | Joan Ridley 6-0 6-3                                          | Joan Ingram                            |               |                     |
| 29 marzo  | Felixstowe Hard Court Championships 1932 Felixstowe, Gran Bretagna Singolare - Doppio | Ermyntrude Harvey Susan Noel 5-7 6-0 6-1                     | Joan Ingram Freda Scott                |               |                     |
| 29 marzo  | Felixstowe Hard Court Championships 1932 Felixstowe, Gran Bretagna Singolare - Doppio | Doppio misto: John Olliff Joan Ridley 6-4 6-4                | Camille Malfroy Kay Stammers           |               |                     |
| 29 marzo  | River Oaks International Tennis Tournament 1932 Houston, Italia Singolare - Doppio    | Reichert 6-2 6-2                                             | Sampson                                |               |                     |
| 29 marzo  | River Oaks International Tennis Tournament 1932 Houston, Italia Singolare - Doppio    |                                                              |                                        |               |                     |
| 29 marzo  | River Oaks International Tennis Tournament 1932 Houston, Italia Singolare - Doppio    | Doppio misto: Torneo non completato                          |                                        |               |                     |
| 29 marzo  | South African Championships 1932 Johannesburg, Sudafrica Singolare - Doppio           | Bobbie Miller                                                | Mrs F. Lowe                            |               |                     |
| 29 marzo  | South African Championships 1932 Johannesburg, Sudafrica Singolare - Doppio           | Mrs F. Lowe Bobbie Miller 6-1 6-3                            | Audrey de Smidt Mrs Everett            |               |                     |
| 29 marzo  | South African Championships 1932 Johannesburg, Sudafrica Singolare - Doppio           | Doppio misto: Vernon Kirby Audrey de Smidt 8-6 7-9 6-3       | G. Eaglestone Bobbie Miller            |               |                     |

## Aprile
| Settimana | Torneo                                                                                              | Vincitore                                                         | Finalista                            | Semifinalisti | Eliminati ai quarti |
| --------- | --------------------------------------------------------------------------------------------------- | ----------------------------------------------------------------- | ------------------------------------ | ------------- | ------------------- |
| 3 aprile  | US Indoors 1932 Chesnit Hill, USA Indoor Singolare - Doppio                                         | Marjorie Morrill Painter 3-6 6-2 6-2                              | Marjorie Sachs                       |               |                     |
| 3 aprile  | US Indoors 1932 Chesnit Hill, USA Indoor Singolare - Doppio                                         | Marjorie Morrill Painter Marjorie Van Ryn 6-3 6-0                 | Hazel Hotchkiss Sarah Palfrey        |               |                     |
| 3 aprile  | US Indoors 1932 Chesnit Hill, USA Indoor Singolare - Doppio                                         | Doppio misto: Marjorie Morrill Painter Dr G Colket Caner 10-8 6-2 | Midge Van Ryn Thomas Jansen          |               |                     |
| 4 aprile  | Monte Carlo 2nd Meeting 1932 (Beausoleil Championships) Monte Carlo, Monte Carlo Singolare - Doppio | Lolette Payot 5-7 6-4 6-2                                         | Simonne Mathieu                      |               |                     |
| 4 aprile  | Monte Carlo 2nd Meeting 1932 (Beausoleil Championships) Monte Carlo, Monte Carlo Singolare - Doppio | Simonne Mathieu Colette Rosambert 6-4 6-4                         | Rosie Berthet Leila-Claude Anet      |               |                     |
| 4 aprile  | Monte Carlo 2nd Meeting 1932 (Beausoleil Championships) Monte Carlo, Monte Carlo Singolare - Doppio | Doppio misto: Andre Martin-Legeay Simonne Mathieu 0-6 6-1 6-4     | André Merlin Colette Rosambert       |               |                     |
| 4 aprile  | Surrey Hard Court Championships 1932 Roehampton, Gran Bretagna Singolare - Doppio                   | Kay Stammers Menzies 6-4 6-4                                      | Dorothy Round                        |               |                     |
| 4 aprile  | Surrey Hard Court Championships 1932 Roehampton, Gran Bretagna Singolare - Doppio                   | Peggy Michell Dorothy Round 7-5 8-6                               | Kathleen Godfree Gwen Sterry         |               |                     |
| 4 aprile  | Surrey Hard Court Championships 1932 Roehampton, Gran Bretagna Singolare - Doppio                   | Doppio misto: Charles Tucke Evelyn Dearman 6-2 6-3                | David Williams Ermyntrude Harvey     |               |                     |
| 11 aprile | New Courts Club Second Meeting 1932 Cannes, Francia Singolare - Doppio                              | Sylvie Henrotin 6-2 6-3                                           | Ida Adamoff                          |               |                     |
| 11 aprile | New Courts Club Second Meeting 1932 Cannes, Francia Singolare - Doppio                              | Sylvia Henrotin Muriel Thomas 3-6 6-0 6-2                         | Ida Adamoff Rosie Berthet            |               |                     |
| 11 aprile | New Courts Club Second Meeting 1932 Cannes, Francia Singolare - Doppio                              | Doppio misto: Jiro Satoh Sylvia Henrotin walkover                 | George Lyttleton-Rogers Cilly Aussem |               |                     |
| 16 aprile | North & South Tournament 1932 Pinehurst, USA Singolare - Doppio                                     | Marjorie Van Ryn                                                  | Virginia Rice                        |               |                     |
| 16 aprile | North & South Tournament 1932 Pinehurst, USA Singolare - Doppio                                     |                                                                   |                                      |               |                     |
| 17 aprile | Campionato Partenopeo 1932 Napoli, Italia Singolare - Doppio                                        | Colette Rosambert 7-5 4-6 6-4                                     | Lucia Valerio                        |               |                     |
| 17 aprile | Campionato Partenopeo 1932 Napoli, Italia Singolare - Doppio                                        | Lucia Valerio Dorothy Burke 7-5 11-9                              | Simone Barbier Jacqueline Gallay     |               |                     |
| 17 aprile | Campionato Partenopeo 1932 Napoli, Italia Singolare - Doppio                                        | Doppio misto: Dorothy Burke Bela von Kehrling 6-2 6-3             | Colette Rosambert André Merlin       |               |                     |
| 18 aprile | West Side Country Club Championships 1932 Ealing, Gran Bretagna Singolare - Doppio                  | Kay Stammers Menzies                                              | Freda Scott                          |               |                     |
| 18 aprile | West Side Country Club Championships 1932 Ealing, Gran Bretagna Singolare - Doppio                  |                                                                   |                                      |               |                     |
| 19 aprile | Hastings Hard Court Championships 1932 Hastings, Gran Bretagna Singolare - Doppio                   | Kay Stammers Menzies 6-3 2-6 6-3                                  | Joan Ingram                          |               |                     |
| 19 aprile | Hastings Hard Court Championships 1932 Hastings, Gran Bretagna Singolare - Doppio                   | Joan Ingram Kay Stammers 6-3 3-6 6-3                              | Phoebe Holcroft-Watson Mrs M. Moss   |               |                     |
| 19 aprile | Hastings Hard Court Championships 1932 Hastings, Gran Bretagna Singolare - Doppio                   | Doppio misto: Camille Malfroy Joan Ingram 6-3 6-2                 | Frank Wilde Kay Stammers             |               |                     |
| 24 aprile | Greek Championships 1932 Atene, Grecia Singolare - Doppio                                           | Lavender Campbell 6-3 6-0                                         | E. Alexandroff                       |               |                     |
| 24 aprile | Greek Championships 1932 Atene, Grecia Singolare - Doppio                                           | Lavender Campbell I Lenos 7-5 6-3                                 | Simone Barbier Violette Gallay       |               |                     |
| 24 aprile | Greek Championships 1932 Atene, Grecia Singolare - Doppio                                           | Doppio misto: Jacques Grandguillot Simone Barbier 6-3 6-3         | Pierre Grandguillot Diddie Serpieri  |               |                     |
| 25 aprile | Torneo di Cap d'Antibes 1932 Cap d'Antibes, Francia Singolare - Doppio                              | Ida Adamoff 6-4 7-5                                               | Muriel Thomas                        |               |                     |
| 25 aprile | Torneo di Cap d'Antibes 1932 Cap d'Antibes, Francia Singolare - Doppio                              | Sylvia Henrotin Muriel Thomas 6-2 6-2                             | E Petchell Mrs Smallwood             |               |                     |
| 25 aprile | Torneo di Cap d'Antibes 1932 Cap d'Antibes, Francia Singolare - Doppio                              | Doppio misto: Charles Aeschlimann Muriel Thomas 6-8 8-6 6-1       | Hyotare Satoh Sylvia Henrotin        |               |                     |
| 30 aprile | British Hard Court Championships 1932 Bournemouth, Gran Bretagna Singolare - Doppio                 | Simonne Mathieu 6-1 6-2                                           | Dorothy Round                        |               |                     |
| 30 aprile | British Hard Court Championships 1932 Bournemouth, Gran Bretagna Singolare - Doppio                 | Betty Nuthall Eileen Bennett Whittingstall 2-6 7-5 6-3            | Kathleen Godfree Gwen Sterry         |               |                     |
| 30 aprile | British Hard Court Championships 1932 Bournemouth, Gran Bretagna Singolare - Doppio                 | Doppio misto: Simonne Mathieu Andre Martin-Legeay 6-2 6-0         | Mary Heeley Fred Perry               |               |                     |

## Maggio
| Settimana | Torneo                                                                                          | Vincitore                                                  | Finalista                             | Semifinalisti | Eliminati ai quarti |
| --------- | ----------------------------------------------------------------------------------------------- | ---------------------------------------------------------- | ------------------------------------- | ------------- | ------------------- |
| 2 maggio  | Hurlingham Hard Court Championships 1932 Hurlingham, Gran Bretagna Singolare - Doppio           | Nancy Lyle 6-2 6-3                                         | Ermyntrude Harvey                     |               |                     |
| 2 maggio  | Hurlingham Hard Court Championships 1932 Hurlingham, Gran Bretagna Singolare - Doppio           | Ermyntrude Harvey Joan Ridley 6-3 7-5                      | Evelyn Dearman Nancy Lyle             |               |                     |
| 2 maggio  | Hurlingham Hard Court Championships 1932 Hurlingham, Gran Bretagna Singolare - Doppio           | Doppio misto: John Olliff Joan Ridley 6-4 7-5              | Stanley Harris Peggy Michell          |               |                     |
| 4 maggio  | Internazionali d'Italia 1932 Milano, Italia Singolare - Doppio                                  | Ida Adamoff 6-4 7-5                                        | Lucia Valerio                         |               |                     |
| 4 maggio  | Internazionali d'Italia 1932 Milano, Italia Singolare - Doppio                                  | Lolette Payot Colette Rosambert 7-5 6-3                    | Dorothy Andrus Lucia Valerio          |               |                     |
| 4 maggio  | Internazionali d'Italia 1932 Milano, Italia Singolare - Doppio                                  | Doppio misto: Jacques Bonte Lolette Payot 6-1 6-2          | Alberto Del Bono Dorothy Burke        |               |                     |
| 9 maggio  | Torneo di Cambridge 1932 Cambridge, Gran Bretagna Singolare - Doppio                            | Kay Stammers Menzies                                       | Joan Ridley                           |               |                     |
| 9 maggio  | Torneo di Cambridge 1932 Cambridge, Gran Bretagna Singolare - Doppio                            |                                                            |                                       |               |                     |
| 9 maggio  | West Kensington Hard Court Championships 1932 West Kensington, Gran Bretagna Singolare - Doppio | Dorothy Round 5-7 6-4 8-6                                  | Margaret Scriven                      |               |                     |
| 9 maggio  | West Kensington Hard Court Championships 1932 West Kensington, Gran Bretagna Singolare - Doppio | Eileen Fearnley-Whittingstall Betty Nuthall 3-6 7-5 6-3    | Kitty Godfree Gwen Sterry             |               |                     |
| 9 maggio  | West Kensington Hard Court Championships 1932 West Kensington, Gran Bretagna Singolare - Doppio | Doppio misto: John Olliff Irene Peacock 6-3 6-4            | Colin Gregory Elsie Pittman           |               |                     |
| 13 maggio | The Priory 1932 Edgbaston, Gran Bretagna Singolare - Doppio                                     | Mary Heeley 6-4 6-1                                        | Kay Stammers Menzies                  |               |                     |
| 13 maggio | The Priory 1932 Edgbaston, Gran Bretagna Singolare - Doppio                                     | Dorothy Round Dorothy Shepherd-Barron titolo condiviso     | Betty Dix Phoebe Holcroft-Watson      |               |                     |
| 13 maggio | The Priory 1932 Edgbaston, Gran Bretagna Singolare - Doppio                                     | Doppio misto: C.A. Magrane Joy Cunningham titolo condiviso | H.K. Lester Dorothy Round             |               |                     |
| 21 maggio | Surrey Championships 1932 Surbiton, Gran Bretagna Singolare - Doppio                            | Gwen Sterry 7-5 6-4                                        | Peggy Saunders                        |               |                     |
| 21 maggio | Surrey Championships 1932 Surbiton, Gran Bretagna Singolare - Doppio                            | Peggy Michell Gwen Sterry 8-6 8-10 6-2                     | Phyllis Covell Joan Lycett            |               |                     |
| 21 maggio | Surrey Championships 1932 Surbiton, Gran Bretagna Singolare - Doppio                            | Doppio misto: Iwao Aoki Joan Lycett titolo condiviso       | Lewis Michell Peggy Michell           |               |                     |
| 23 maggio | Middlesex Championships 1932 Chiswick Park, Gran Bretagna Singolare - Doppio                    | Nancy Lyle 6-4 6-4                                         | Irene Peacock                         |               |                     |
| 23 maggio | Middlesex Championships 1932 Chiswick Park, Gran Bretagna Singolare - Doppio                    | Ermyntrude Harvey Irene Peacock titolo condiviso           | Peggy Michell Dorothy Shepherd-Barron |               |                     |
| 23 maggio | Middlesex Championships 1932 Chiswick Park, Gran Bretagna Singolare - Doppio                    | Doppio misto: Torneo non completato                        |                                       |               |                     |
| 23 maggio | Worcetershire Championships 1932 Malvern, Gran Bretagna Singolare - Doppio                      | Dorothy Round 6-2 6-1                                      | Effie Peters                          |               |                     |
| 23 maggio | Worcetershire Championships 1932 Malvern, Gran Bretagna Singolare - Doppio                      | Dorothy Round Freda Scott 6-4 6-2                          | P. Radcliffe N. Radcliffe-Platt       |               |                     |
| 23 maggio | Worcetershire Championships 1932 Malvern, Gran Bretagna Singolare - Doppio                      | Doppio misto: Torneo non completato                        |                                       |               |                     |
| 23 maggio | Northern Championships Manchester 1932 Manchester, Gran Bretagna Singolare - Doppio             | Joan Ingram 11-9 6-1                                       | Manon Hargreaves                      |               |                     |
| 23 maggio | Northern Championships Manchester 1932 Manchester, Gran Bretagna Singolare - Doppio             | Joan Ingram Kay Stammers 6-0 6-1                           | Dora Beazley S. Eccles                |               |                     |
| 23 maggio | Northern Championships Manchester 1932 Manchester, Gran Bretagna Singolare - Doppio             | Doppio misto: Eskel Andrews Kay Stammers 13-11 ritiro      | Charles Kingsley Joan Ingram          |               |                     |
| 30 maggio | Northern Championships Liverpool 1932 Liverpool, Gran Bretagna Singolare - Doppio               | Cristobel Wheatcroft 6-3 6-3                               | S. Eccles                             |               |                     |
| 30 maggio | Northern Championships Liverpool 1932 Liverpool, Gran Bretagna Singolare - Doppio               | Manon Hargreaves J. McAlpine 7-9 7-5 7-5                   | Miss Baxter Cristobel Wheatcroft      |               |                     |
| 30 maggio | Northern Championships Liverpool 1932 Liverpool, Gran Bretagna Singolare - Doppio               | Doppio misto: Hendrik Timmer J. McAlpine 6-4, 6-4          | W. Pyemont N. Case                    |               |                     |
| 30 maggio | Torneo di Saint George's Hill 1932 Weybridge, Gran Bretagna Singolare - Doppio                  | Nancy Lyle 6-0 6-3                                         | Naomi Trentham                        |               |                     |
| 30 maggio | Torneo di Saint George's Hill 1932 Weybridge, Gran Bretagna Singolare - Doppio                  | Ermyntrude Harvey Phoebe Holcroft-Watson 6-3 6-3           | Phyllis Covell Gwen Sterry            |               |                     |
| 30 maggio | Torneo di Saint George's Hill 1932 Weybridge, Gran Bretagna Singolare - Doppio                  | Doppio misto: Frank Wilde Ermyntrude Harvey 6-1 6-2        | John Gilbert Evelyn Dearman           |               |                     |

## Giugno
| Settimana | Torneo                                                                             | Vincitore                                                | Finalista                         | Semifinalisti | Eliminati ai quarti |
| --------- | ---------------------------------------------------------------------------------- | -------------------------------------------------------- | --------------------------------- | ------------- | ------------------- |
| giugno    | Torneo di Del Monte 1932 Del Monte, USA Singolare - Doppio                         | Alice Marble                                             | Marion Hunt                       |               |                     |
| giugno    | Torneo di Del Monte 1932 Del Monte, USA Singolare - Doppio                         |                                                          |                                   |               |                     |
| giugno    | Rot-Weiss Club Championships 1932 Berlino, Germania Singolare - Doppio             | Hilde Krahwinkel 6-4 6-1                                 | Jadwiga Jędrzejowska              |               |                     |
| giugno    | Rot-Weiss Club Championships 1932 Berlino, Germania Singolare - Doppio             | Ida Adamoff Dorothy Andrus Burke 7-5 2-6 6-2             | Hilde Krahwinkel Anne Peitz       |               |                     |
| giugno    | Rot-Weiss Club Championships 1932 Berlino, Germania Singolare - Doppio             | Doppio misto: Hilde Krahwinkel Daniel Prenn 3-6 6-3 6-1  | Marie Horn H. Eichner             |               |                     |
| giugno    | Wiesbaden Championships 1932 Wiesbaden, Germania Singolare - Doppio                | Hilde Sperling 6-4 6-0                                   | Marie Horn                        |               |                     |
| giugno    | Wiesbaden Championships 1932 Wiesbaden, Germania Singolare - Doppio                | Hilde Krahwinkel Anne Peitz 6-3 6-1                      | Ilse Friedleben Marie Horn        |               |                     |
| giugno    | Wiesbaden Championships 1932 Wiesbaden, Germania Singolare - Doppio                | Doppio misto: Pat Hughes Dorothy Burke 6-? 6-1           | K. Fuchs Anne Peitz               |               |                     |
| 5 giugno  | Austrian International Championships 1932 Vienna, Austria Singolare - Doppio       | Marie Horn 7-5 4-6 6-3                                   | Grete Deutsch                     |               |                     |
| 5 giugno  | Austrian International Championships 1932 Vienna, Austria Singolare - Doppio       | Grete Deutschova Marie Horn 6-1 6-1                      | Vlasta Gostisa Laszlone Schreder  |               |                     |
| 5 giugno  | Austrian International Championships 1932 Vienna, Austria Singolare - Doppio       | Doppio misto: Friedrich Frenz Marie Horn 6-?, 11-9       | Franjo Kukuljevic Vlasta Gostisa  |               |                     |
| 6 giugno  | Kent Championships 1932 Beckenham, Gran Bretagna Singolare - Doppio                | Mary Heeley 1-6 6-3 6-0                                  | Freda James                       |               |                     |
| 6 giugno  | Kent Championships 1932 Beckenham, Gran Bretagna Singolare - Doppio                | Evelyn Dearman Nancy Lyle 1-6 6-4 6-4                    | Dorothy Burke Muriel Thomas       |               |                     |
| 6 giugno  | Kent Championships 1932 Beckenham, Gran Bretagna Singolare - Doppio                | Doppio misto: Eskel Andrews Kay Stammers 6-2 7-5         | Iwao Aoki Irene Peacock           |               |                     |
| 6 giugno  | Internazionali di Francia 1932 Parigi, Francia Terra rossa Singolare - Doppio      | Helen Wills 7-5, 6-1                                     | Simonne Mathieu                   |               |                     |
| 6 giugno  | Internazionali di Francia 1932 Parigi, Francia Terra rossa Singolare - Doppio      | Elizabeth Ryan Helen Wills 6-1, 6-3                      | Eileen Bennett Betty Nuthall      |               |                     |
| 10 giugno | Pennsylvania & Eastern States Championships 1932 Haverford, USA Singolare - Doppio | Virginia Hilleary                                        | Marion Zinderstein                |               |                     |
| 10 giugno | Pennsylvania & Eastern States Championships 1932 Haverford, USA Singolare - Doppio |                                                          |                                   |               |                     |
| 13 giugno | Queen's Club Championships 1932 Londra, Gran Bretagna Erba Singolare - Doppio      | Dorothy Andrus 1-6 7-5 6-4                               | Jadwiga Jędrzejowska              |               |                     |
| 13 giugno | Queen's Club Championships 1932 Londra, Gran Bretagna Erba Singolare - Doppio      | Peggy Michell Dorothy Round 6-0 6-3                      | Anne Harper Sarah Palfrey         |               |                     |
| 13 giugno | Queen's Club Championships 1932 Londra, Gran Bretagna Erba Singolare - Doppio      | Doppio misto: Ryuki Miki Dorothy Round 6-4 1-6 8-6       | Jack Crawford Marjorie Crawford   |               |                     |
| 13 giugno | Swiss International Championships 1932 Basilea, Svizzera Singolare - Doppio        | Rosie Berthet 6-2 5-7 6-2                                | Jacqueline Goldschmidt            |               |                     |
| 13 giugno | Swiss International Championships 1932 Basilea, Svizzera Singolare - Doppio        | Rosie Berthet Jacqueline Goldschmidt 6-2 6-4             | Simone Barbier Violette Gallay    |               |                     |
| 13 giugno | Swiss International Championships 1932 Basilea, Svizzera Singolare - Doppio        | Doppio misto: Antoine Gentien Simone Barbier 3-6 6-3 6-4 | Pierre Grandguillot Rosie Berthet |               |                     |
| 17 giugno | Delaware State Championships 1932 Wilmington, USA Singolare - Doppio               | Marion Zinderstein                                       | Townsend                          |               |                     |
| 17 giugno | Delaware State Championships 1932 Wilmington, USA Singolare - Doppio               |                                                          |                                   |               |                     |
| 19 giugno | California State Championships 1932 Berkeley, USA Singolare - Doppio               | Alice Marble 6-0 6-1                                     | Eleanor Goss                      |               |                     |
| 19 giugno | California State Championships 1932 Berkeley, USA Singolare - Doppio               | Eleanor Goss Dorothea Swartz 0-6 6-4 6-4                 | Elsie Gable Golda Gross           |               |                     |
| 19 giugno | California State Championships 1932 Berkeley, USA Singolare - Doppio               | Doppio misto: Gerald Stratford Edith Cross 4-6 6-2 6-4   | Wallace Bates Alice Marble        |               |                     |

## Luglio
| Settimana | Torneo                                                                                           | Vincitore                                                              | Finalista                                       | Semifinalisti | Eliminati ai quarti |
| --------- | ------------------------------------------------------------------------------------------------ | ---------------------------------------------------------------------- | ----------------------------------------------- | ------------- | ------------------- |
| 2 luglio  | Torneo di Wimbledon 1932 Londra, Gran Bretagna Singolare - Doppio                                | Helen Wills 6-3, 6-1                                                   | Helen Jacobs                                    |               |                     |
| 2 luglio  | Torneo di Wimbledon 1932 Londra, Gran Bretagna Singolare - Doppio                                | Doris Metaxa Josane Sigart 6-4, 6-3                                    | Helen Jacobs Elizabeth Ryan                     |               |                     |
| 4 luglio  | Irish Championships 1932 Dublino, Irlanda Singolare - Doppio                                     | Jadwiga Jędrzejowska 6-4 6-2                                           | Vera Montgomery                                 |               |                     |
| 4 luglio  | Irish Championships 1932 Dublino, Irlanda Singolare - Doppio                                     | Vera Montgomery Jean Saunders 6-4 6-2                                  | M. French Jadwiga Jederzejowska                 |               |                     |
| 4 luglio  | Irish Championships 1932 Dublino, Irlanda Singolare - Doppio                                     | Doppio misto: George Lyttleton-Rogers Jadwiga Jędrzejowska 6-3 4-6 6-1 | E.A. McGuire F. Fleming                         |               |                     |
| 4 luglio  | Midland Counties Championships 1932 Edgbaston, Gran Bretagna Singolare - Doppio                  | Marie Horn 6-2 6-3                                                     | Freda James                                     |               |                     |
| 4 luglio  | Midland Counties Championships 1932 Edgbaston, Gran Bretagna Singolare - Doppio                  | Mary Heeley Freda James 6-0 3-6 7-5                                    | Phoebe Holcroft-Watson Dorothy Round            |               |                     |
| 4 luglio  | Midland Counties Championships 1932 Edgbaston, Gran Bretagna Singolare - Doppio                  | Doppio misto: Antoine Gentien Dorothy Round 6-2 6-4                    | Pierre Grandguillot Mary Heeley                 |               |                     |
| 4 luglio  | East of England Championships 1932 Felixstowe, Gran Bretagna Singolare - Doppio                  | Elsie Goldsack 6-0 8-6                                                 | Ermyntrude Harvey                               |               |                     |
| 4 luglio  | East of England Championships 1932 Felixstowe, Gran Bretagna Singolare - Doppio                  |                                                                        |                                                 |               |                     |
| 7 luglio  | Welsh Championships 1932 Newport, Gran Bretagna Singolare - Doppio                               | Jadwiga Jędrzejowska 8-6 6-2                                           | Marie Horn                                      |               |                     |
| 7 luglio  | Welsh Championships 1932 Newport, Gran Bretagna Singolare - Doppio                               | Marie Horn Jadwiga Jędrzejowska 6-2 6-2                                | Helen Dyson Effie Peters                        |               |                     |
| 7 luglio  | Welsh Championships 1932 Newport, Gran Bretagna Singolare - Doppio                               | Doppio misto: Jadwiga Jędrzejowska Ignacy Tloczynski 6-2 2-6 6-3       | Gladys Seel Gordon Tuckett                      |               |                     |
| 10 luglio | Dutch International Championships 1932 Noordwijk, Paesi Bassi Singolare - Doppio                 | Helen Wills 6-1 6-1                                                    | Madzy Rollin-Couquerque                         |               |                     |
| 10 luglio | Dutch International Championships 1932 Noordwijk, Paesi Bassi Singolare - Doppio                 | Elizabeth Ryan Helen Wills Moody 6-0 6-2                               | Marguerite Dros-Canters Madzy Rollin-Couquerque |               |                     |
| 10 luglio | Dutch International Championships 1932 Noordwijk, Paesi Bassi Singolare - Doppio                 | Doppio misto: Hendrik Timmer Elizabeth Ryan 6-4 6-4                    | Bela von Kehrling Dorothy Burke                 |               |                     |
| 11 luglio | Longwood Bowl 1932 Chesnut Hill, USA Singolare - Doppio                                          | Marjorie Van Ryn 5-7 6-1 6-1                                           | Marjorie Sachs                                  |               |                     |
| 11 luglio | Longwood Bowl 1932 Chesnut Hill, USA Singolare - Doppio                                          | Josephine Cruickshank Marjorie van Ryn 7-5 6-2                         | Dorrance Chase Marjorie Sachs                   |               |                     |
| 11 luglio | Longwood Bowl 1932 Chesnut Hill, USA Singolare - Doppio                                          | Doppio misto: Wilbur Coen Marjorie Painter 6-4 6-4                     | Richard Palmer Mae Ceurvorst                    |               |                     |
| 11 luglio | Torneo di Frinton-on-Sea 1932 Frinton-on-Sea, Gran Bretagna Singolare - Doppio                   | Elsie Goldsack                                                         | Joan Ridley                                     |               |                     |
| 11 luglio | Torneo di Frinton-on-Sea 1932 Frinton-on-Sea, Gran Bretagna Singolare - Doppio                   | Elsie Pittman Joan Ridley 0-6, 12-10, 8-6                              | Ermyntrude Harvey Freda Scott                   |               |                     |
| 11 luglio | Torneo di Frinton-on-Sea 1932 Frinton-on-Sea, Gran Bretagna Singolare - Doppio                   | Doppio misto: Camille Malfroy Ermytrude Harvey walkover                | Nigel Sharpe Joan Ridley                        |               |                     |
| 11 luglio | New York State Clay Court Championships 1932 Jackson Heights, USA Terra rossa Singolare - Doppio | Maud Levi 6-3 6-1                                                      | Carolyn Hirsch                                  |               |                     |
| 11 luglio | New York State Clay Court Championships 1932 Jackson Heights, USA Terra rossa Singolare - Doppio | Mrs P. Hawk Maud Levi 7-5 9-11 8-6                                     | Carolyn Roberts Grace Surber                    |               |                     |
| 11 luglio | Scottish Championships 1932 Peebles, Gran Bretagna Singolare - Doppio                            | Esna Boyd 1-6 6-1 6-3                                                  | Olga Webb                                       |               |                     |
| 11 luglio | Scottish Championships 1932 Peebles, Gran Bretagna Singolare - Doppio                            | Naomi Trentham Olga Webb 4-6 7-5 6-0                                   | W. Mason Esna Robertson                         |               |                     |
| 11 luglio | Scottish Championships 1932 Peebles, Gran Bretagna Singolare - Doppio                            | Doppio misto: Ian Collins Mrs Hon Corbett 4-6 8-6 6-4                  | W. Collins Olga Webb                            |               |                     |
| 17 luglio | Torneo di La Jolla 1932 La Jolla, USA Singolare - Doppio                                         | Helen Marlowe 7-5 6-2                                                  | Violet Doeg                                     |               |                     |
| 17 luglio | Torneo di La Jolla 1932 La Jolla, USA Singolare - Doppio                                         |                                                                        |                                                 |               |                     |
| 20 luglio | Torneo di Sheffield & Hallamshire 1932 Sheffield, Gran Bretagna Singolare - Doppio               | Joan Ingram                                                            | Cristobel Wheatcroft                            |               |                     |
| 20 luglio | Torneo di Sheffield & Hallamshire 1932 Sheffield, Gran Bretagna Singolare - Doppio               |                                                                        |                                                 |               |                     |
| 23 luglio | Canadian Championships 1932 Ottawa, Canada Singolare - Doppio                                    | Olive Wade 4-6 6-4 6-1                                                 | Marjorie Leeming                                |               |                     |
| 23 luglio | Canadian Championships 1932 Ottawa, Canada Singolare - Doppio                                    | Marjory Leeming Ken Salmond 6-2, 6-2                                   | Mrs Gray Olive Wade                             |               |                     |
| 23 luglio | Canadian Championships 1932 Ottawa, Canada Singolare - Doppio                                    | Doppio misto: J.J. McLean Olive Wade 4-6 7-5 6-4                       | K. Werner Gladys Hutchings                      |               |                     |
| 25 luglio | Essex County Championships 1932 Manchester, USA Singolare - Doppio                               | Marjorie Morrill Painter 9-7 8-6                                       | Josephine Cruickshank                           |               |                     |
| 25 luglio | Essex County Championships 1932 Manchester, USA Singolare - Doppio                               | Josephine Cruickshank Marjorie Van Ryn 4-6 7-5 6-0                     | Mianne Palfrey Sarah Palfrey                    |               |                     |
| 25 luglio | Essex County Championships 1932 Manchester, USA Singolare - Doppio                               | Doppio misto: G. Colket Marjorie Painter 6-3 6-2                       | Fritz Bundy Josephine Cruickshank               |               |                     |
| 28 luglio | Torneo di Wolverhampton 1932 Wolverhampton, Gran Bretagna Singolare - Doppio                     | Dorothy Round                                                          | Anne Page                                       |               |                     |
| 28 luglio | Torneo di Wolverhampton 1932 Wolverhampton, Gran Bretagna Singolare - Doppio                     |                                                                        |                                                 |               |                     |
| 31 luglio | Seabright Invitiational 1932 Seabright, USA Singolare - Doppio                                   | Helen Jacobs 6-4 6-3                                                   | Josephine Cruickshank                           |               |                     |
| 31 luglio | Seabright Invitiational 1932 Seabright, USA Singolare - Doppio                                   | Helen Jacobs Sarah Palfrey 6-3 7-5                                     | Josephine Cruickshank Marjorie van Ryn          |               |                     |
| 31 luglio | Seabright Invitiational 1932 Seabright, USA Singolare - Doppio                                   | Doppio misto: Lester Stoefen Carolyn Babcock 6-4 6-2                   | Sidney Wood Elsie Pittman                       |               |                     |

## Agosto
| Settimana | Torneo                                                                                    | Vincitore                                                      | Finalista                              | Semifinalisti | Eliminati ai quarti |
| --------- | ----------------------------------------------------------------------------------------- | -------------------------------------------------------------- | -------------------------------------- | ------------- | ------------------- |
| agosto    | Torneo di Deauville 1932 Deauville, Francia Singolare - Doppio                            | Sylvie Henrotin 6-2 8-6                                        | Yvonne Kleinadel                       |               |                     |
| agosto    | Torneo di Deauville 1932 Deauville, Francia Singolare - Doppio                            | Mme Danet Sylvia Henrotin 6-3 6-4                              | Yvonne Kleinadel Arlette Neufeld       |               |                     |
| agosto    | Torneo di Deauville 1932 Deauville, Francia Singolare - Doppio                            | Doppio misto: A. Jung Sylvia Henrotin 6-1 6-4                  | Elipoulo Arlette Neufeld               |               |                     |
| agosto    | Le Touque First Meeting 1932 Le Touquet, Francia Singolare - Doppio                       | Simonne Mathieu 6-1 6-3                                        | Sylvie Henrotin                        |               |                     |
| agosto    | Le Touque First Meeting 1932 Le Touquet, Francia Singolare - Doppio                       |                                                                |                                        |               |                     |
| agosto    | Le Touque First Meeting 1932 Le Touquet, Francia Singolare - Doppio                       | Doppio misto: Andre Martin-Legeay Simonne Mathieu 1-6 6-0 7-5  | Christian Boussus Sylvia Henrotin      |               |                     |
| agosto    | Luzern Championships 1932 Lucerna, Svizzera Singolare - Doppio                            | Lolette Payot                                                  | Ilse Friedleben                        |               |                     |
| agosto    | Luzern Championships 1932 Lucerna, Svizzera Singolare - Doppio                            |                                                                |                                        |               |                     |
| agosto    | Torneo di Villa d'Este 1932 Villa d'Este, Italia Singolare - Doppio                       | Lucia Valerio                                                  | Elsa Riboli                            |               |                     |
| agosto    | Torneo di Villa d'Este 1932 Villa d'Este, Italia Singolare - Doppio                       |                                                                |                                        |               |                     |
| 1º agosto | Hampshire Championships 1932 Bournemouth, Gran Bretagna Singolare - Doppio                | Evelyn Dearman                                                 | Nancy Lyle                             |               |                     |
| 1º agosto | Hampshire Championships 1932 Bournemouth, Gran Bretagna Singolare - Doppio                |                                                                |                                        |               |                     |
| 1º agosto | Torneo di Torquay 1932 Torquay, Gran Bretagna Singolare - Doppio                          | Margaret Scriven                                               | Lucas                                  |               |                     |
| 1º agosto | Torneo di Torquay 1932 Torquay, Gran Bretagna Singolare - Doppio                          |                                                                |                                        |               |                     |
| 7 agosto  | Maidstone Invitational 1932 East Hampton, USA Singolare - Doppio                          | Helen Jacobs                                                   | Anna McCune Harper                     |               |                     |
| 7 agosto  | Maidstone Invitational 1932 East Hampton, USA Singolare - Doppio                          |                                                                |                                        |               |                     |
| 13 agosto | Queensland Championships 1932 Brisbane, Australia Singolare - Doppio                      | Emily Westacott 4-6 6-4 6-1                                    | Mal Molesworth                         |               |                     |
| 13 agosto | Queensland Championships 1932 Brisbane, Australia Singolare - Doppio                      |                                                                |                                        |               |                     |
| 14 agosto | Eastern Grass Court Championships 1932 Rye, USA Singolare - Doppio                        | Elsie Goldsack 6-8 6-1 6-2                                     | Joan Ridley                            |               |                     |
| 14 agosto | Eastern Grass Court Championships 1932 Rye, USA Singolare - Doppio                        | Dorothy Burke Virginia Hilleary 9-7 9-7                        | Elsie Pittman Joan Ridley              |               |                     |
| 14 agosto | German Championships 1932 Amburgo, Germania Singolare - Doppio                            | Lolette Payot 6-2 1-6 6-4                                      | Hilde Sperling                         |               |                     |
| 14 agosto | German Championships 1932 Amburgo, Germania Singolare - Doppio                            | Hilde Sperling Anne Peitz 6-3 6-2                              | Mary Heeley Kay Stammers               |               |                     |
| 14 agosto | German Championships 1932 Amburgo, Germania Singolare - Doppio                            | Doppio misto: Gottfried von Cramm Hilde Sperling 9-7 5-7 6-3   | Harry Lee Betty Nuthall                |               |                     |
| 15 agosto | North of England Championships 1932 Scarborough, Gran Bretagna Singolare - Doppio         | Freda James 6-2 7-5                                            | Mrs E. Walker                          |               |                     |
| 15 agosto | North of England Championships 1932 Scarborough, Gran Bretagna Singolare - Doppio         | Freda James Mrs E. Walker 3-6 6-4 6-4                          | Dorothy Anderson Mrs R. Stephens       |               |                     |
| 15 agosto | North of England Championships 1932 Scarborough, Gran Bretagna Singolare - Doppio         | Doppio misto: Colin Gregory Dorothy Anderson 6-4 6-3           | Orson Wright Freda James               |               |                     |
| 15 agosto | Scottish Hard Court Championships 1932 Saint Andrews, Gran Bretagna Singolare - Doppio    | Esna Boyd                                                      | K. Robertson                           |               |                     |
| 15 agosto | Scottish Hard Court Championships 1932 Saint Andrews, Gran Bretagna Singolare - Doppio    |                                                                |                                        |               |                     |
| 21 agosto | U.S. National Championships 1932 New York, USA Erba Singolare - Doppio                    | Helen Jacobs 6-2, 6-2                                          | Carolin Babcock                        |               |                     |
| 21 agosto | U.S. National Championships 1932 New York, USA Erba Singolare - Doppio                    | Helen Jacobs Sarah Palfrey 3-6, 6-3, 7-5                       | Edith Cross Anna McCune Harper         |               |                     |
| 22 agosto | Torneo di Budleigh Salterton 1932 Budleigh Salterton, Gran Bretagna Singolare - Doppio    | Dorothy Round 3-6 6-1 6-1                                      | Olga Webb                              |               |                     |
| 22 agosto | Torneo di Budleigh Salterton 1932 Budleigh Salterton, Gran Bretagna Singolare - Doppio    | Dorothy Round Billie Yorke 9-7 4-6 6-1                         | Mabel Clayton Ermyntrude Harvey        |               |                     |
| 22 agosto | Torneo di Budleigh Salterton 1932 Budleigh Salterton, Gran Bretagna Singolare - Doppio    | Doppio misto: Ryuki Miki Dorothy Round 5-7 6-1 6-4             | W. Radcliffe Ermyntrude Harvey         |               |                     |
| 28 agosto | Polish International Championships 1932 Varsavia, Polonia Singolare - Doppio              | Jadwiga Jędrzejowska 6-2 6-1                                   | Gertruda Volkmer                       |               |                     |
| 28 agosto | Polish International Championships 1932 Varsavia, Polonia Singolare - Doppio              | Jadwiga Jędrzejowska Gertruda Volkmer 3-6 7-5 6-1              | Mlle Cramer Lotte Ertl                 |               |                     |
| 28 agosto | Polish International Championships 1932 Varsavia, Polonia Singolare - Doppio              | Doppio misto: Ignacy Tloczynski Jadwiga Jędrzejowska 6-2 7-5   | Josef Hebda Gertruda Volkmer           |               |                     |
| 28 agosto | Yugoslavian International Championships 1932 Zagabria, Jugoslavia Singolare - Doppio      | K. Hammer 6-0 4-6 6-1                                          | Vlasta Gostisa                         |               |                     |
| 28 agosto | Yugoslavian International Championships 1932 Zagabria, Jugoslavia Singolare - Doppio      |                                                                |                                        |               |                     |
| 28 agosto | Yugoslavian International Championships 1932 Zagabria, Jugoslavia Singolare - Doppio      | Doppio misto: H. Schwenker K. Hammer 6-4 8-6                   | Franjo Kukuljevic Vlasta Gostisa       |               |                     |
| 29 agosto | Cinque Ports Championships 1932 Folkestone, Gran Bretagna Singolare - Doppio              | Margaret Scriven 6-2 6-2                                       | Olga Webb                              |               |                     |
| 29 agosto | Cinque Ports Championships 1932 Folkestone, Gran Bretagna Singolare - Doppio              | Phyllis Covell Dorothy Shepherd-Barron 6-4 6-4                 | M. Johnstone Mrs J. Pennycuick         |               |                     |
| 29 agosto | Cinque Ports Championships 1932 Folkestone, Gran Bretagna Singolare - Doppio              | Doppio misto: George Lyttleton-Rogers Margaret Scriven 6-4 6-2 | Robert Tinkler Dorothy Shepherd-Barron |               |                     |
| 29 agosto | Czechoslovakian International Championships 1932 Praga, Cecoslovacchia Singolare - Doppio | K. Hammer 6-2 6-1                                              | Grete Deutsch                          |               |                     |
| 29 agosto | Czechoslovakian International Championships 1932 Praga, Cecoslovacchia Singolare - Doppio | Frl Froehlich May Kozeluhova 6-4 6-3                           | Greta Deutschova K. Hammer             |               |                     |
| 29 agosto | Czechoslovakian International Championships 1932 Praga, Cecoslovacchia Singolare - Doppio | Doppio misto: H. Schwenker K. Hammer 1-6 6-4 6-2               | Ladislav Hecht Grete Deutschova        |               |                     |
| 29 agosto | Torneo di Venezia 1932 Venezia, Italia Singolare - Doppio                                 | Kay Stammers Menzies 6-2 6-2                                   | Eileen Fearley Whittingstall           |               |                     |
| 29 agosto | Torneo di Venezia 1932 Venezia, Italia Singolare - Doppio                                 | Ucci Manzutto Colette Rosambert 3-6 6-4 6-2                    | Simone Barbier Jacqueline Gallay       |               |                     |
| 29 agosto | Torneo di Venezia 1932 Venezia, Italia Singolare - Doppio                                 | Doppio misto: Charles Kingsley Kay Stammers 5-7 6-4 7-5        | Jean Le Sueur Colette Rosambert        |               |                     |

## Settembre
| Settimana    | Torneo                                                                                | Vincitore                                                     | Finalista                          | Semifinalisti | Eliminati ai quarti |
| ------------ | ------------------------------------------------------------------------------------- | ------------------------------------------------------------- | ---------------------------------- | ------------- | ------------------- |
| settembre    | Torneo di Baden-Baden 1932 Baden-Baden, Germania Singolare - Doppio                   | Lolette Payot 4-6 8-6 6-3                                     | Paula von Reznicek                 |               |                     |
| settembre    | Torneo di Baden-Baden 1932 Baden-Baden, Germania Singolare - Doppio                   | Simone Barbier Lolette Payot 3-6 6-4 6-2                      | Eileen Whittingstall Kay Stammers  |               |                     |
| settembre    | Torneo di Baden-Baden 1932 Baden-Baden, Germania Singolare - Doppio                   | Doppio misto: Pat Hughes Eileen Whittingstall 4-6 6-1 6-1     | Charles Aeschlimann Lolette Payot  |               |                     |
| settembre    | Torneo di Bruxelles 1932 Bruxelles, Belgio Singolare - Doppio                         | Josane Sigart 6-0 2-6 12-10                                   | Lilí de Álvarez                    |               |                     |
| settembre    | Torneo di Bruxelles 1932 Bruxelles, Belgio Singolare - Doppio                         | Lilí de Álvarez Josane Sigart 6-3 6-8 6-1                     | Doris Metaxa Susan Noel            |               |                     |
| settembre    | Torneo di Bruxelles 1932 Bruxelles, Belgio Singolare - Doppio                         | Doppio misto: Andre Martin-Legeay Josane Sigart 6-4 2-6 6-1   | Pierre Goldschmidt Lilí de Álvarez |               |                     |
| settembre    | Montreux Territet Tournament 1932 Montreux, Svizzera Singolare - Doppio               | Hilde Krahwinkel 4-6 6-0 9-7                                  | Lolette Payot                      |               |                     |
| settembre    | Montreux Territet Tournament 1932 Montreux, Svizzera Singolare - Doppio               | Hilde Krahwinkel Anne Peitz 3-6 6-2 6-4                       | Simone Barbier Lolette Payot       |               |                     |
| settembre    | Montreux Territet Tournament 1932 Montreux, Svizzera Singolare - Doppio               | Doppio misto: Christian Boussus Simone Barbier 7-5 2-6 6-1    | Daniel Prenn Hilde Krahwinkel      |               |                     |
| 4 settembre  | Le Touquet Second Meeting 1932 Le Touquet, Francia Singolare - Doppio                 | Simonne Mathieu 6-2 1-6 6-4                                   | Josane Sigart                      |               |                     |
| 4 settembre  | Le Touquet Second Meeting 1932 Le Touquet, Francia Singolare - Doppio                 | Simonne Mathieu Susan Noel 7-5 10-8                           | Mlle Durand Mlle Freville          |               |                     |
| 4 settembre  | Le Touquet Second Meeting 1932 Le Touquet, Francia Singolare - Doppio                 | Doppio misto: Andre Martin-Legeay Simonne Mathieu             | Christian Boussus Susan Noel       |               |                     |
| 5 settembre  | South of England Championships 1932 Eastbourne, Gran Bretagna Singolare - Doppio      | Mary Heeley 8-6 6-2                                           | Florence Ford                      |               |                     |
| 5 settembre  | South of England Championships 1932 Eastbourne, Gran Bretagna Singolare - Doppio      | Mary Heeley Freda James 6-3 6-2                               | Joan Ingram Freda Scott            |               |                     |
| 5 settembre  | South of England Championships 1932 Eastbourne, Gran Bretagna Singolare - Doppio      | Doppio misto: George Lyttleton-Rogers Joan Ingram 6-3 0-6 6-4 | Douglas Hodges Billie Yorke        |               |                     |
| 9 settembre  | Middle States Championships 1932 Filadelfia, USA Singolare - Doppio                   | Elsie Pittman                                                 | Joan Ridley                        |               |                     |
| 9 settembre  | Middle States Championships 1932 Filadelfia, USA Singolare - Doppio                   | Elsie Pittman Joan Ridley 0-6 6-0 6-1                         | Alice Francis Anne Page            |               |                     |
| 11 settembre | Hungarian International Championships 1932 Budapest, Ungheria Singolare - Doppio      | K. Hammer 6-4 6-2                                             | Toni Schomburgk                    |               |                     |
| 11 settembre | Hungarian International Championships 1932 Budapest, Ungheria Singolare - Doppio      | K. Hammer Frl Kallmeyer 6-3 6-1                               | Toni Schomburgk Gabriele Szapary   |               |                     |
| 11 settembre | Hungarian International Championships 1932 Budapest, Ungheria Singolare - Doppio      | Doppio misto: Bela von Kehrling Toni Schomburgk 6-1 4-6 6-2   | Grandguillot Laszlone Schreder     |               |                     |
| 12 settembre | Scottish Lowlands Championships 1932 Peebles, Gran Bretagna Singolare - Doppio        | Evelyn Dearman                                                | Clark                              |               |                     |
| 12 settembre | Scottish Lowlands Championships 1932 Peebles, Gran Bretagna Singolare - Doppio        |                                                               |                                    |               |                     |
| 18 settembre | Torneo di Ardesley on Hudson 1932 Ardesley, USA Singolare - Doppio                    | Joan Ridley 6-3 6-0                                           | Alice Francis                      |               |                     |
| 18 settembre | Torneo di Ardesley on Hudson 1932 Ardesley, USA Singolare - Doppio                    | Dorothy Burke Joan Ridley 6-3 6-3                             | Alice Francis Mrs F. Stenz         |               |                     |
| 18 settembre | Torneo di Ardesley on Hudson 1932 Ardesley, USA Singolare - Doppio                    | Doppio misto: Victor Hockmeyer Joan Ridley 12-10 6-1          | B. Sheridan Carolyn Roberts        |               |                     |
| 19 settembre | Gleneagles Hard Court Championships 1932 Gleneagles, Gran Bretagna Singolare - Doppio | Kay Stammers Menzies 6-4 7-5                                  | Josane Sigart                      |               |                     |
| 19 settembre | Gleneagles Hard Court Championships 1932 Gleneagles, Gran Bretagna Singolare - Doppio | Freda Scott Peggy Scriven titolo condiviso                    | Evelyn Dearman Nancy Lyle          |               |                     |
| 19 settembre | Gleneagles Hard Court Championships 1932 Gleneagles, Gran Bretagna Singolare - Doppio | Doppio misto: Iowa Aoki Nancy Lyle titolo condiviso           | Leopold de Borman Josane Sigart    |               |                     |
| 24 settembre | Bronwville Field Club Championships 1932 Bronxville, USA Singolare - Doppio           | Joan Ridley                                                   | Norma Taubele Barber               |               |                     |
| 24 settembre | Bronwville Field Club Championships 1932 Bronxville, USA Singolare - Doppio           |                                                               |                                    |               |                     |
| 24 settembre | Roehampton Autumn Meeting 1932 Roehampton, Gran Bretagna Singolare - Doppio           | Dorothy Round 0-6 6-2 8-6                                     | Ermyntrude Harvey                  |               |                     |
| 24 settembre | Roehampton Autumn Meeting 1932 Roehampton, Gran Bretagna Singolare - Doppio           | Ermyntrude Harvey Joan Ingram titolo condiviso                | Peggy Michell Dorothy Round        |               |                     |
| 24 settembre | Roehampton Autumn Meeting 1932 Roehampton, Gran Bretagna Singolare - Doppio           | Doppio misto: Camille Malfroy Joan Ingram titolo condiviso    | Frank Wilde Ermyntrude Harvey      |               |                     |
| 26 settembre | Pacific Southwest Championships 1932 Los Angeles, USA Singolare - Doppio              | Anna Harper 10-8 6-3                                          | Alice Marble                       |               |                     |
| 26 settembre | Pacific Southwest Championships 1932 Los Angeles, USA Singolare - Doppio              | Carolyn Babcock Sarah Palfrey 6-2 7-9 7-5                     | Anna Harper Alice Marble           |               |                     |
| 26 settembre | Pacific Southwest Championships 1932 Los Angeles, USA Singolare - Doppio              | Doppio misto: Fred Perry Sarah Palfrey 6-3 6-2                | Jiro Satoh Anna Harper             |               |                     |

## Ottobre
| Settimana  | Torneo                                                                             | Vincitore                                            | Finalista                      | Semifinalisti | Eliminati ai quarti |
| ---------- | ---------------------------------------------------------------------------------- | ---------------------------------------------------- | ------------------------------ | ------------- | ------------------- |
| 2 ottobre  | Coupe Porée 1932 Parigi, Francia Singolare - Doppio                                | Lolette Payot 6-2 6-2                                | Simonne Mathieu                |               |                     |
| 2 ottobre  | Coupe Porée 1932 Parigi, Francia Singolare - Doppio                                | Simonne Mathieu Helen Wills 6-2 6-8 6-3              | Ida Adamoff Sylvie Henrotin    |               |                     |
| 2 ottobre  | Coupe Porée 1932 Parigi, Francia Singolare - Doppio                                | Doppio misto: Sylvia Henrotin Marcel Bernard 6-4 7-5 | Lolette Payot Hector Fischer   |               |                     |
| 2 ottobre  | Pacific Coast Championships 1932 San Francisco, USA Singolare - Doppio             | Alice Marble 6-2 6-2                                 | Anne Harper                    |               |                     |
| 2 ottobre  | Pacific Coast Championships 1932 San Francisco, USA Singolare - Doppio             | Edith Cross Anne Harper 6-2 6-2                      | Alice Marble Golda Gross       |               |                     |
| 2 ottobre  | Pacific Coast Championships 1932 San Francisco, USA Singolare - Doppio             | Doppio misto: G. Stratford Alice Marble 4-6 6-3 6-4  | Lester Stoefen Grace Wheeler   |               |                     |
| 8 ottobre  | Hot Springs Fall Championships 1932 Hot Springs, USA Singolare - Doppio            | Joan Ridley                                          | Rice                           |               |                     |
| 8 ottobre  | Hot Springs Fall Championships 1932 Hot Springs, USA Singolare - Doppio            |                                                      |                                |               |                     |
| 10 ottobre | British Covered Court Championships 1932 Londra, Gran Bretagna Singolare - Doppio  | Margaret Scriven 6-2 6-4                             | Kay Stammers Menzies           |               |                     |
| 10 ottobre | British Covered Court Championships 1932 Londra, Gran Bretagna Singolare - Doppio  | Peggy Michell Dorothy Round 6-2 6-4                  | Joan Ingram Billie Yorke       |               |                     |
| 10 ottobre | British Covered Court Championships 1932 Londra, Gran Bretagna Singolare - Doppio  | Doppio misto: Jean Borotra Betty Nuthall 6-4 9-7     | Ryuki Miki Dorothy Round       |               |                     |
| 14 ottobre | Greenbrier Autumn Championships 1932 White Sulphur Springs, USA Singolare - Doppio | Joan Ridley                                          | Rice                           |               |                     |
| 14 ottobre | Greenbrier Autumn Championships 1932 White Sulphur Springs, USA Singolare - Doppio |                                                      |                                |               |                     |
| 24 ottobre | Torneo di Cromer 1932 Cromer, Gran Bretagna Singolare - Doppio                     | Dorothy Round 6-0 6-4                                | Kay Stammers Menzies           |               |                     |
| 24 ottobre | Torneo di Cromer 1932 Cromer, Gran Bretagna Singolare - Doppio                     | Helen Dyson Dorothy Round 7-5 6-3                    | N. Case Kay Stammers           |               |                     |
| 24 ottobre | Torneo di Cromer 1932 Cromer, Gran Bretagna Singolare - Doppio                     | Doppio misto: Ryuki Miki Dorothy Round 7-5 6-2       | Richard Ritchie Kay Stammers   |               |                     |
| 27 ottobre | Tournoi de Toussaint 1932 Parigi, Francia Singolare - Doppio                       | Andre Freville 1-6 10-8 9-7                          | Simone Kleinadel               |               |                     |
| 27 ottobre | Tournoi de Toussaint 1932 Parigi, Francia Singolare - Doppio                       | Simone Barbier Helen Wills-Moody 2-6 6-3 6-4         | Ida Adamoff Colette Rosambert  |               |                     |
| 27 ottobre | Tournoi de Toussaint 1932 Parigi, Francia Singolare - Doppio                       | Doppio misto: Helen Wills-Moody Jean Borotra 6-4 6-4 | Colette Rosambert Henri Cochet |               |                     |

## Novembre
| Settimana   | Torneo                                                                     | Vincitore                                             | Finalista                          | Semifinalisti | Eliminati ai quarti |
| ----------- | -------------------------------------------------------------------------- | ----------------------------------------------------- | ---------------------------------- | ------------- | ------------------- |
| novembre    | Swiss Covered Court Championships 1932 Zurigo, Svizzera Singolare - Doppio | Lolette Payot 6-2 6-0                                 | Simone Barbier                     |               |                     |
| novembre    | Swiss Covered Court Championships 1932 Zurigo, Svizzera Singolare - Doppio | Simone Barbier Lolette Payot 6-3 6-2                  | Violette Gallay Paula von Stuck    |               |                     |
| novembre    | Swiss Covered Court Championships 1932 Zurigo, Svizzera Singolare - Doppio | Doppio misto: Jacques Brugnon Lolette Payot 15-13 6-2 | Antoine Gentien Simone Barbier     |               |                     |
| 15 novembre | Argentinian Championships 1932 Buenos Aires, Argentina Singolare - Doppio  | Anita Lizana 6-3 6-3                                  | Mrs. J. Dellepiane                 |               |                     |
| 15 novembre | Argentinian Championships 1932 Buenos Aires, Argentina Singolare - Doppio  | Anita Lizana G. Woodruff 2-6 6-1 6-3                  | Mrs O. Rendtorff Mrs S. MacKinnon  |               |                     |
| 15 novembre | Argentinian Championships 1932 Buenos Aires, Argentina Singolare - Doppio  | Doppio misto: Augusto Zappa Anita Lizana 4-6 6-3 6-4  | Americo Cattaruzza Monica Ricketts |               |                     |
| 19 novembre | New South Wales Championships 1932 Sydney, Australia Singolare - Doppio    | Marjorie Cox Crawford 4-6 6-4 6-4                     | Joan Hartigan                      |               |                     |
| 19 novembre | New South Wales Championships 1932 Sydney, Australia Singolare - Doppio    | Louie Bickerton Joan Hartigan 7-5 2-6 7-5             | Dorothy Dingle Ula Valkenburg      |               |                     |
| 19 novembre | New South Wales Championships 1932 Sydney, Australia Singolare - Doppio    | Doppio misto: Keith Gledhill Nell Hall 6-3 5-7 6-4    | Charles Donohoe Ula Valkenburg     |               |                     |
| 27 novembre | Buenos Aires Championships 1932 Buenos Aires, Argentina Singolare - Doppio | Monica Ricketts 6-8 7-5 8-6                           | Mona Elena de Moss                 |               |                     |
| 27 novembre | Buenos Aires Championships 1932 Buenos Aires, Argentina Singolare - Doppio | Leonilda Giusti Mrs Moss 6-0 7-5                      | I. Anderson Monica Ricketts        |               |                     |
| 27 novembre | Buenos Aires Championships 1932 Buenos Aires, Argentina Singolare - Doppio | Doppio misto: R. Ollua G. Woodruff                    | C. Magrane Monica Ricketts         |               |                     |

## Dicembre
| Settimana   | Torneo                                                               | Vincitore                                       | Finalista                       | Semifinalisti | Eliminati ai quarti |
| ----------- | -------------------------------------------------------------------- | ----------------------------------------------- | ------------------------------- | ------------- | ------------------- |
| 12 dicembre | Victorian Championships 1932 Melbourne, Australia Singolare - Doppio | Joan Hartigan 6-4 6-8 6-4                       | Coral Buttsworth                |               |                     |
| 12 dicembre | Victorian Championships 1932 Melbourne, Australia Singolare - Doppio | Coral Buttsworth Marjorie Crawford 6-2 10-8     | Meryl O'Hara Wood Gladys Toyne  |               |                     |
| 12 dicembre | Victorian Championships 1932 Melbourne, Australia Singolare - Doppio | Doppio misto: Ray Dunlop Joan Hartigan walkover | Wilmer Allison Marjorie van Ryn |               |                     |

## Senza data
| Settimana | Torneo                                                             | Vincitore   | Finalista                 | Semifinalisti | Eliminati ai quarti |
| --------- | ------------------------------------------------------------------ | ----------- | ------------------------- | ------------- | ------------------- |
|           | Philippine Championships 1932 Manila, Filippine Singolare - Doppio | Elisa Ochoa | non conosciuta (bandiera) |               |                     |
|           | Philippine Championships 1932 Manila, Filippine Singolare - Doppio |             |                           |               |                     |